# Origens da multicelularidade

## Origens da Multicelularidade
Organismos multicelulares são aqueles formados por mais de uma célula, sendo estas especializadas e estando agrupadas para a formação de colônias e posteriormente tecidos.
Os primeiros seres vivos eram unicelulares, formados por uma única célula. Essa célula é muito simples, formada por uma membrana plasmática delimitando o citoplasma, que contém uma molécula de DNA em uma região denominada nucleoide (células procariontes). Estas células, em geral, apresentam parede celular, que é uma estrutura externa à membrana plasmática. Como exemplos de procariontes têm-se as bactérias e cianobactérias. 
Mais tarde, a partir dos procariontes anaeróbios ancestrais (sem parede celular), surgiram células mais complexas, com membrana plasmática, citoplasma e núcleo. Estas são chamadas de células eucarióticas (organismos eucariontes ou eucariotos). Para esta evolução temos duas hipóteses, a autogênica e a endossimbiótica, sendo esta última a mais aceita. Na hipótese autogênica, uma célula terá sofrido sucessivas invaginações da membrana plasmática com sua posterior especialização; no entanto, esta hipótese apresenta algumas controvérsias. Na hipótese endossimbiótica, haveria uma associação simbiótica de diversas células procariontes e posterior especialização. Esta ultima é mais aceita devido ao fato de as mitocôndrias e os cloroplastos terem origens diferentes.  Então, podemos dizer que as células procariontes precursoras tornaram-se maiores, desenvolvendo dobramentos da membrana plasmática ou simbiose com outras células, que deram origem às organelas citoplasmáticas e à carioteca (estrutura membranosa que delimita o núcleo, onde se concentra o material genético da célula). O aparecimento das primeiras células eucariontes ocorreu a cerca de 1,7 bilhão de anos.
O processo de formação de organismos multicelulares teve início em colônias com diferenciação reduzida, que se movem como unidades multicelulares. Organismos coloniais, como o Volvox, apresentam estrutura transitória entre as células unicelulares e as multicelulares. O Volvox é uma alga colonial constituída por uma esfera oca de pequenas células biflageladas unidas por uma matriz gelatinosa; quase todas as células de Volvox não são capazes de produzir novos organismos por mitose. Nesse organismo, células germinativas tem origem nas células somáticas - distinção fundamental para manutenção dos organismos multicelulares. 
Alguns parâmetros são necessários para que células anteriormente unicelulares se unam em organismos multicelulares. Dentre estes parâmetros estão a adesão celular, a comunicação e coordenação célula-célula, e a programação de morte celular. A transição entre estes estilos diferentes de vida dá-se, na maioria das vezes, no estágio colonial (células agrupadas em colônias). 

### Teorias sobre a evolução da multicelularidade
Existem três teorias para a evolução da multicelularidade: 
- Teoria Simbiótica;

- Teoria da celularização (sincicial); e

- Teoria colonial, a melhor aceita pela comunidade cientifica.

A Teoria Simbiótica'  sugere que os primeiros organismos multicelulares ocorreram por simbiose de diferentes espécies em organismos unicelulares, cada qual com diferentes funções, e depois de um tempo estes organismos se tornaram tão dependentes um do outro que já não puderam sobreviver independentemente; o processo teria gerado a incorporação dos genomas dos diferentes organismos cooperadores (ou simbiontes) em um genoma único - gerando um organismo multicelular. A Teoria da Celularização' também conhecida como sincicial) sugere que um organismo unicelular, com múltiplos núcleos, possa desenvolver uma membrana interna em volta de cada núcleo. O processo seria semelhante ao da formação da blastoderme em ''Drosophila melanogaster''. Por último, a Teoria colonial, proposta por Haeckel em 1874, diz que a simbiose de muitos organismos da mesma espécie levou a ocorrência de uma organização multicelular (diferente do que ocorre na Teoria simbiótica). 
Os primeiros organismos multicelulares eram constituídos por células com um reduzido grau de diferenciação, como por exemplo, a esponja do mar, e com o tempo, as células foram adquirindo um grau de especialização muito maior, originando então, organismos pluricelulares diferenciados (animais). Como os primeiros organismos multicelulares eram muito simples, sem ossos, conchas, ou outras partes duras os seus registros fósseis não foram bem conservados. Os primeiros fósseis de multicelulares ocorreram  a cerca de 670 milhões de anos, na Era Pré-Cambriana, Período Proteozoico Arqueano.

### Vantagens e Desvantagens da Multicelularidade
As vantagens da multicelularidade estão associadas à utilização da energia ser mais eficaz, diminuindo o metabolismo celular; o aumento de tamanho das células é favorável à competição pelo território e pelo alimento; aumenta a diversidade das formas, permitindo melhor adaptação a diferentes ambientes; e aumenta também a independência do organismo relativamente ao meio externo, pois a regulação do meio interno é facilitada pela interação celular. 
Com essa evolução, ocorreram também algumas desvantagens, tal como uma maior dificuldade no acesso das células mais internas ao alimento e em eliminar as suas excreções. Entretanto, o desenvolvimento de sistemas de transporte e do sistema nervoso (SN) resolveram este problema. Os sistemas de transporte ajudam as células no contato com o meio externo e o SN ajuda na coordenação do organismo. Também acaba por ser uma desvantagem o fato de, organismos multicelulares, principalmente os de maior complexidade, sofrerem com erros na regulação e crescimento normal das suas células câncer, observando-se alterações na morfologia dos tecidos.

### Resumo da História Evolutiva da Multicelularidade
Resumindo, os passos da evolução biológica, e as origens da multicelularidade seriam:
Células procariontes (unicelulares) → células eucariontes (unicelulares) → colônia de reduzida diferenciação (por exemplo, Volvox) → organismos multicelulares indiferenciados (por exemplo, esponjas) → organismos multicelulares diferenciados (por exemplo, a maioria dos animais).